# Triple Alpha Luftfahrtgesellschaft
Triple Alpha Luftfahrtgesellschaft war eine deutsche Fluggesellschaft mit Sitz in Düsseldorf, die sich seit dem 8. Juli 2011 in Insolvenz befindet. Heimatbasis war der Flughafen Düsseldorf. Sie betrieb gewerblichen Flugverkehr sowie Frachtflüge, aber auch Ambulanzflüge und Organtransporte. Die 3A Triple Alpha bot ein Portfolio von Flugzeugcharter und Flugzeugmanagement bis hin zur Pilotenausbildung.
Die meisten von 3A Triple Alpha gemanagten Flugzeuge befanden sich im Besitz privater Eigner oder sind Eigentum von Firmen.

## Geschichte
Die Gesellschaft wurde 1995 als Avanti Aviation Aachen mit Sitz in Aachen gegründet. Im Jahr 2000 wurde der Firmensitz nach Düsseldorf verlegt und die Gesellschaft in ihren heutigen Namen umbenannt. Im Jahr 2009 wurde Triple Alpha Mitglied der Ocean Sky Gruppe, blieb aber als eigenständiges Unternehmen mit Sitz in Düsseldorf bestehen.

### 1995–2000
Im März 1995 arbeiteten Hans Pfeiffer und Erik Scheidt erstmals zur Betreuung einer Cessna Crusader C303 zusammen und gründeten zwei Monate später die Avanti Aviation Aachen Luftfahrtgesellschaft. Mitte 1996 wurde die Lizenz als Luftfahrtunternehmen durch das AOC erteilt, zudem nahm man zwei Cessna Golden Eagle in die Flotte auf. Es folgten weitere Einflottungen, wie im September 1997 ein Cessna CitationJet C525 und ein halbes Jahr später eine Piper Cheyenne IIIA. Im Juni 1998 wird zudem eine neue Station in Mönchengladbach gegründet und das Hauptgeschäftsfeld nach Düsseldorf verlagert. Noch im selben Jahr erfolgt der Kauf einer Cessna Conquest sowie Ende 1999 die Indienststellung eines zweiten CitationJet. Im April 2000 wurde zudem der Unternehmenssitz nach Düsseldorf verlegt und die Firma nun offiziell in 3A Triple Alpha Luftfahrt GmbH umbenannt. Bis zur Mitte des Jahres wurde die letzte Turboprop-Maschine ausgemustert.

### 2001–2005
Im Juni 2001 flottete man den ersten gewerblich zugelassenen Cessna CitationJet CJ2 in Europa ein, Ende des Jahres verließen jedoch zwei ältere Citations die Flotte. In den Jahren danach folgten Käufe weiterer Flugzeuge, unter anderem eine Cessna Citation II C550 sowie eine überholte Cessna Citation V C560. Ende 2005 wurde ein französisch registrierter Cessna CitationJet C525 in Paris unter Kooperation zwischen deutschem Luftfahrt-Bundesamt und der französischen Luftfahrtbehörde in Dienst genommen.

### 2006–2010
Im November 2006 bekam Triple Alpha den Zuschlag, den Aufbau eines Airbus A319 CJ von der Produktion bis zur Auslieferung zu koordinieren. Die Flotte hatte eine Größe von mittlerweile neun Cessna Citations. Darauf folgten weitere Einflottungen, darunter eine überholte Cessna Citation III 650, eine fabrikneue Bombardier Challenger 300, eine Bombardier Global Express, die erste Cessna Citation Mustang in Europa, ein werksneuer Airbus A319 CJ sowie weitere Cessna CitationJets mit Standorten in Oberpfaffenhofen bei München, Paderborn und Düsseldorf. Im November 2009 wurde 3A Triple Alpha Mitglied der englischen Ocean Sky Gruppe, welche zunächst mit 60 % zum Hauptanteilseigner war. Anfang des folgenden Jahres nahm man eine Gulfstream G150 in Betrieb. Ende 2010 erhöhte Ocean Sky seinen Anteil an der Gesellschaft auf 80 %.

### 2011
Im Januar 2011 wurde mit der Einflottung des dritten Mittelstreckenjet (Gulfstream G150) ein erfolgloser Versuch gestartet, den Niedergang aufzuhalten. Im Juli 2011 musste die Firma Triple Alpha Insolvenz anmelden.

## Flotte

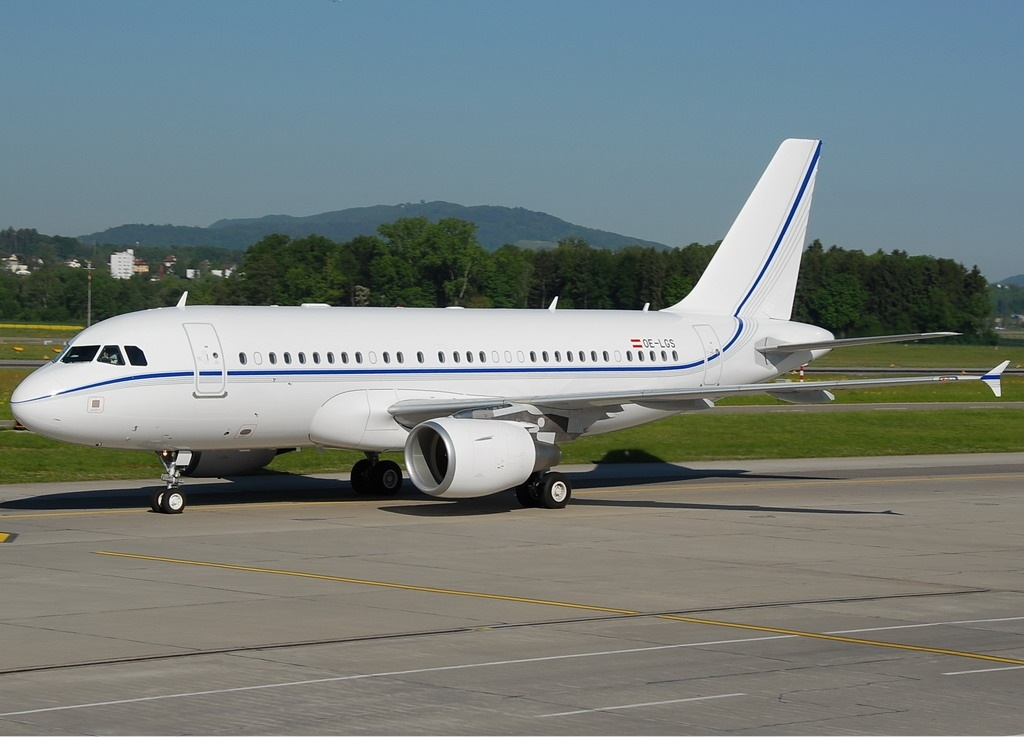
Airbus A319CJ

Mit Stand August 2009 bestand die Flotte der Triple Alpha vor Betriebseinstellung aus 16 Flugzeugen:
- 1 Airbus A319-100 (war in Wien stationiert, wurde exklusiv von einer Beteiligungsgesellschaft genutzt)
- 1 Bombardier Global Express
- 1 Bombardier Challenger 300
- 2 Gulfstream G150
- 1 Cessna Citation II
- 1 Cessna Citation II/SP
- 1 Cessna Citation VII
- 1 Cessna Citation III
- 1 Cessna Citation V
- 4 Cessna Citation CJ1
- 2 Cessna Citation CJ2
- 1 Cessna Citation CJ2+
- 1 Cessna Citation CJ3
- 2 Cessna Citation Mustang